# سیارک ۶۸۱۶
سیارک ۶۸۱۶ (به انگلیسی: 6816 Barbcohen، نامگذاری:1981EB28) شش هزار و هشتصد و شانزدهمین سیارک کشف شده‌است که در ۲ مارس ۱۹۸۱ کشف شد.
قدر مطلق سیارک برابر ۱۵.۵ است.